# 天主教丘盧卡納斯教區
天主教丘盧卡納斯教區（拉丁語：Dioecesis Chulucanensis）是秘魯一個羅馬天主教教區，屬皮烏拉總教區。
丘盧卡納斯自治監督區於1964年3月4日成立，1988年12月12日升為教區。
教區管轄皮烏拉大區東部三省，2006年時有435,000名教友（佔轄區總人口89.7%）、十八個堂區和卅二名司鐸。
現任教區主教為基道霍·伯爾納鐸·梅希亞-科拉爾，榮休主教為達尼爾·多默·特利·墨菲。